# Chvalšovice (Dřešín)
Chvalšovice jsou malá vesnice, část obce Dřešín v okrese Strakonice v Jihočeském kraji. Nachází se asi dva kilometry jihozápadně od Dřešína. Prochází zde silnice II/170. Je zde evidováno 47 adres. V roce 2011 zde trvale žilo osmdesát obyvatel.
Chvalšovice jsou také název katastrálního území o rozloze 2,8 km².

## Historie
První písemná zmínka o vesnici pochází z roku 1359.

## Obyvatelstvo
| Rok            | 1869 | 1880 | 1890 | 1900 | 1910 | 1921 | 1930 | 1950 | 1961 | 1970 | 1980 | 1991 | 2001 | 2011 | 2021 |
| -------------- | ---- | ---- | ---- | ---- | ---- | ---- | ---- | ---- | ---- | ---- | ---- | ---- | ---- | ---- | ---- |
| Počet obyvatel | 316  | 290  | 235  | 269  | 288  | 253  | 232  | 207  | 192  | 147  | 111  | 85   | 70   | 80   | 70   |
| Počet domů     | 34   | 39   | 38   | 40   | 37   | 41   | 43   | 45   | 44   | 42   | 37   | 45   | 46   | 46   | 46   |

## Obecní správa
Při sčítání lidu v letech 1850–1944 Chvalšovice byly osadou obce Vacovice v okrese Strakonice. V letech 1945–1963 byly samostatnou obcí v okrese Vimperk. Od roku 1964 jsou částí obce Dřešín v okrese Strakonice.

## Pamětihodnosti
- Kaple nad obcí při silnici na Dobrš; čtyřboká stavba z poloviny 19. století, uvnitř lidová nástěnná malba sv. Josefa a Kristova křtu.[10]
- Přírodní památka Chvalšovické pastviny

## Galerie

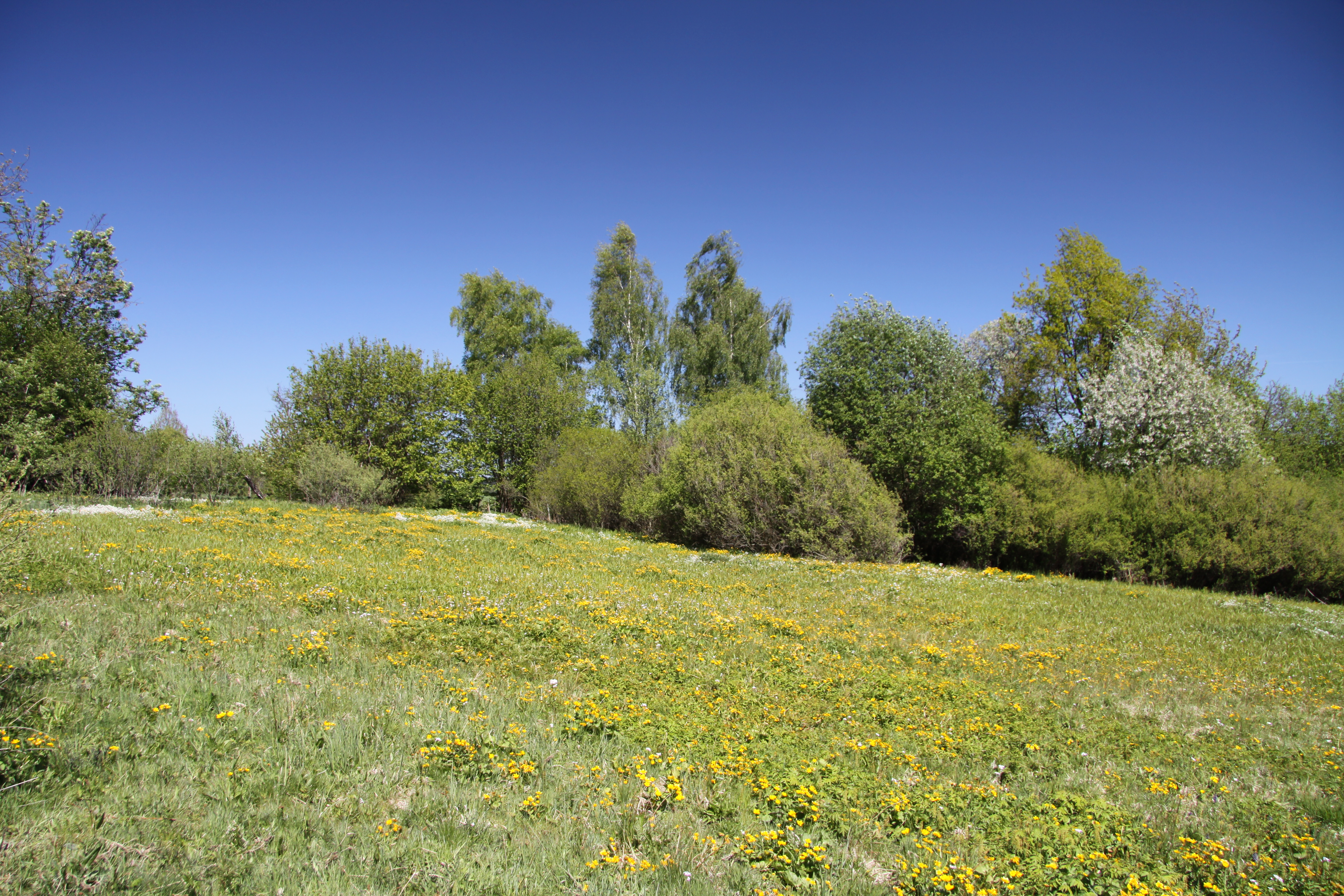
Chvalšovické pastviny
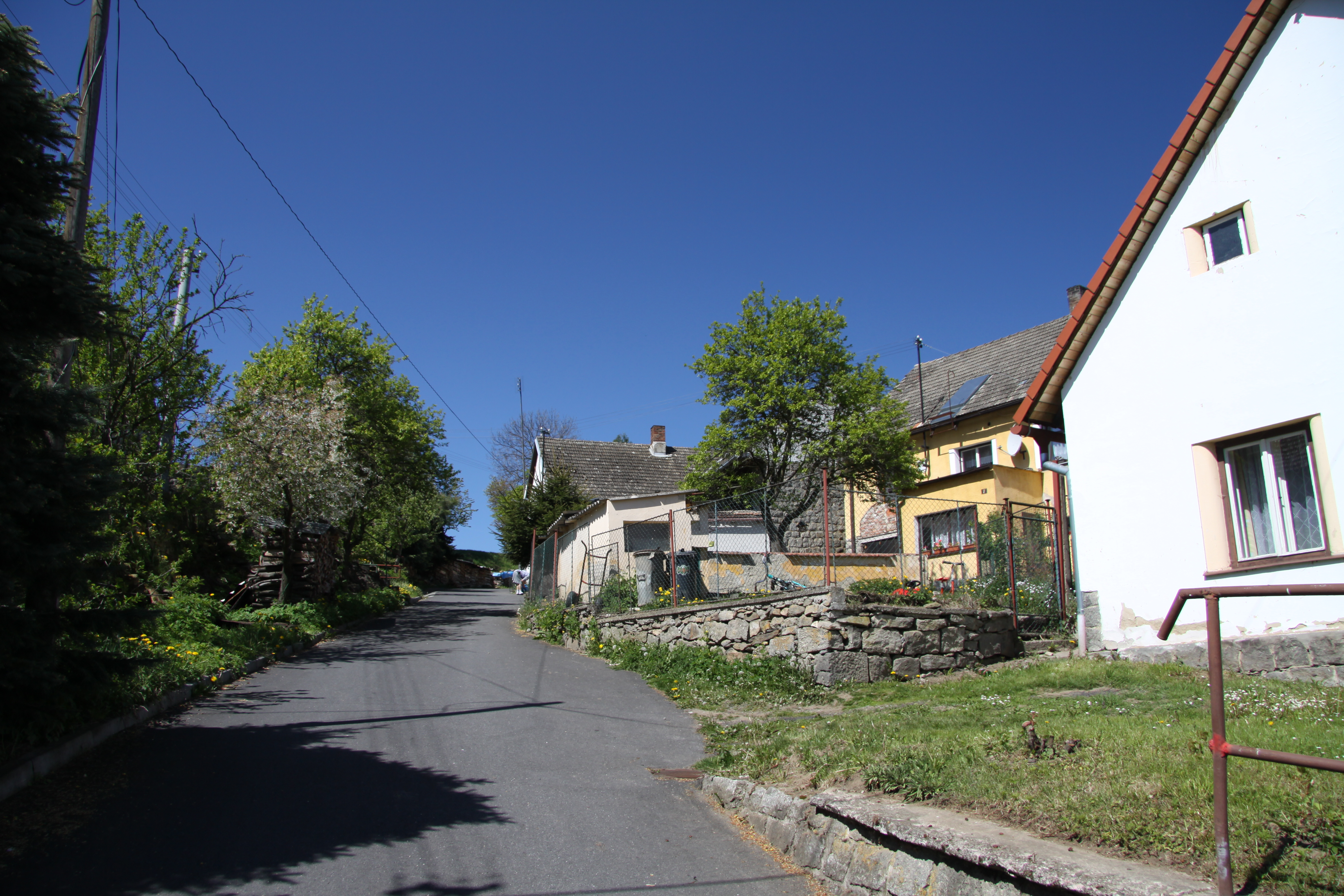
Domy ve Chvalšovicích
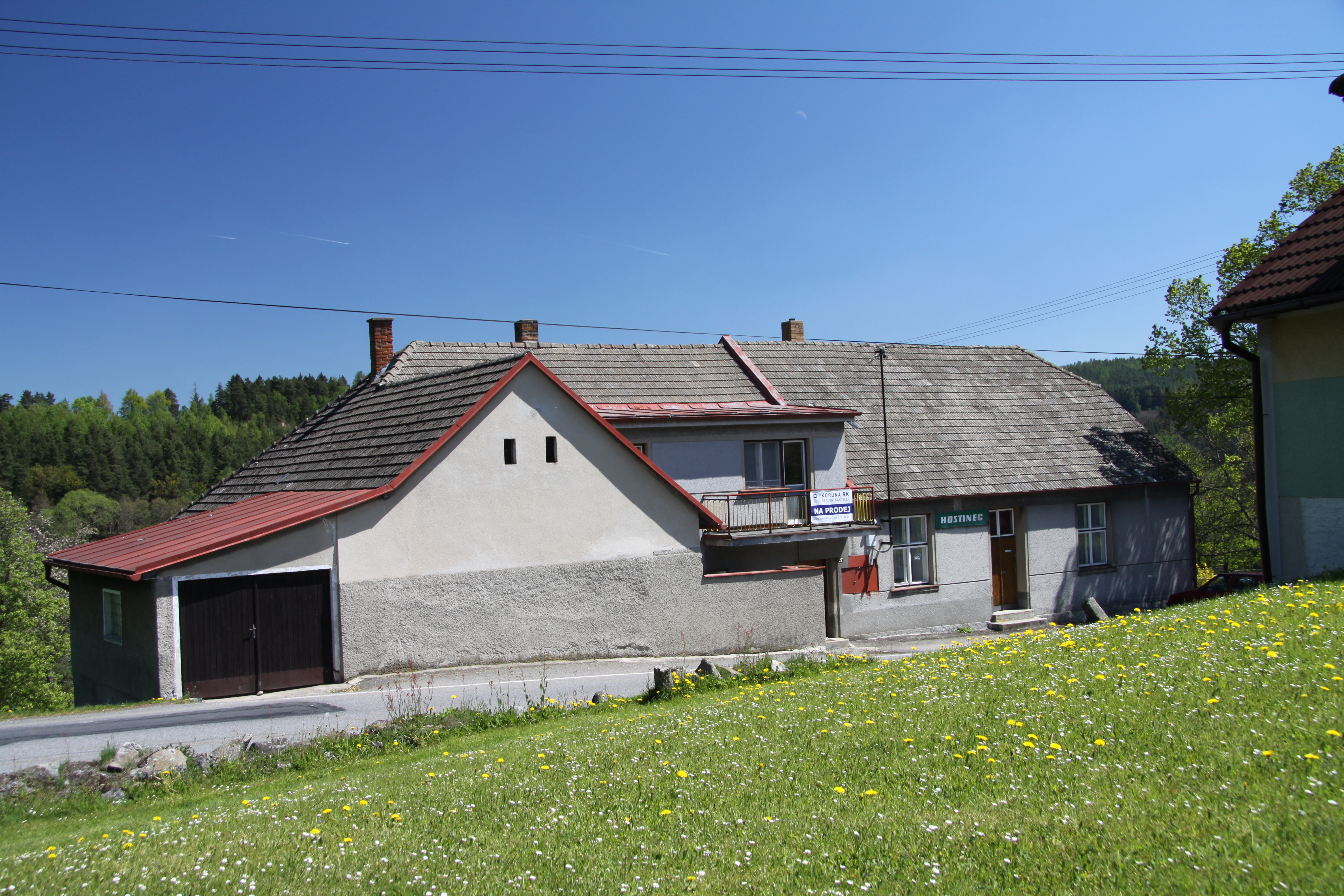
Hospoda „U Cháti“
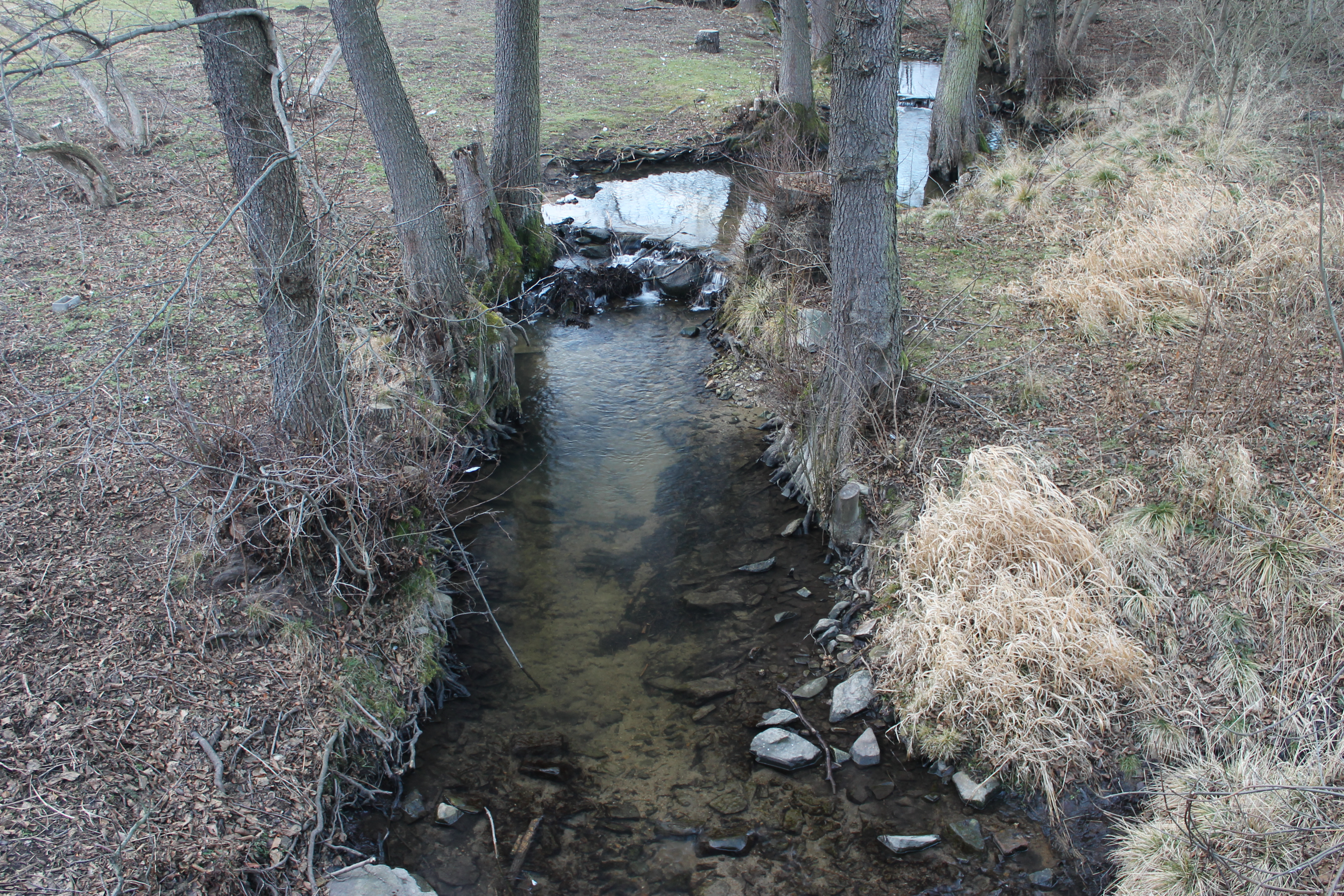
Potok Peklov pod Chvalšovicemi
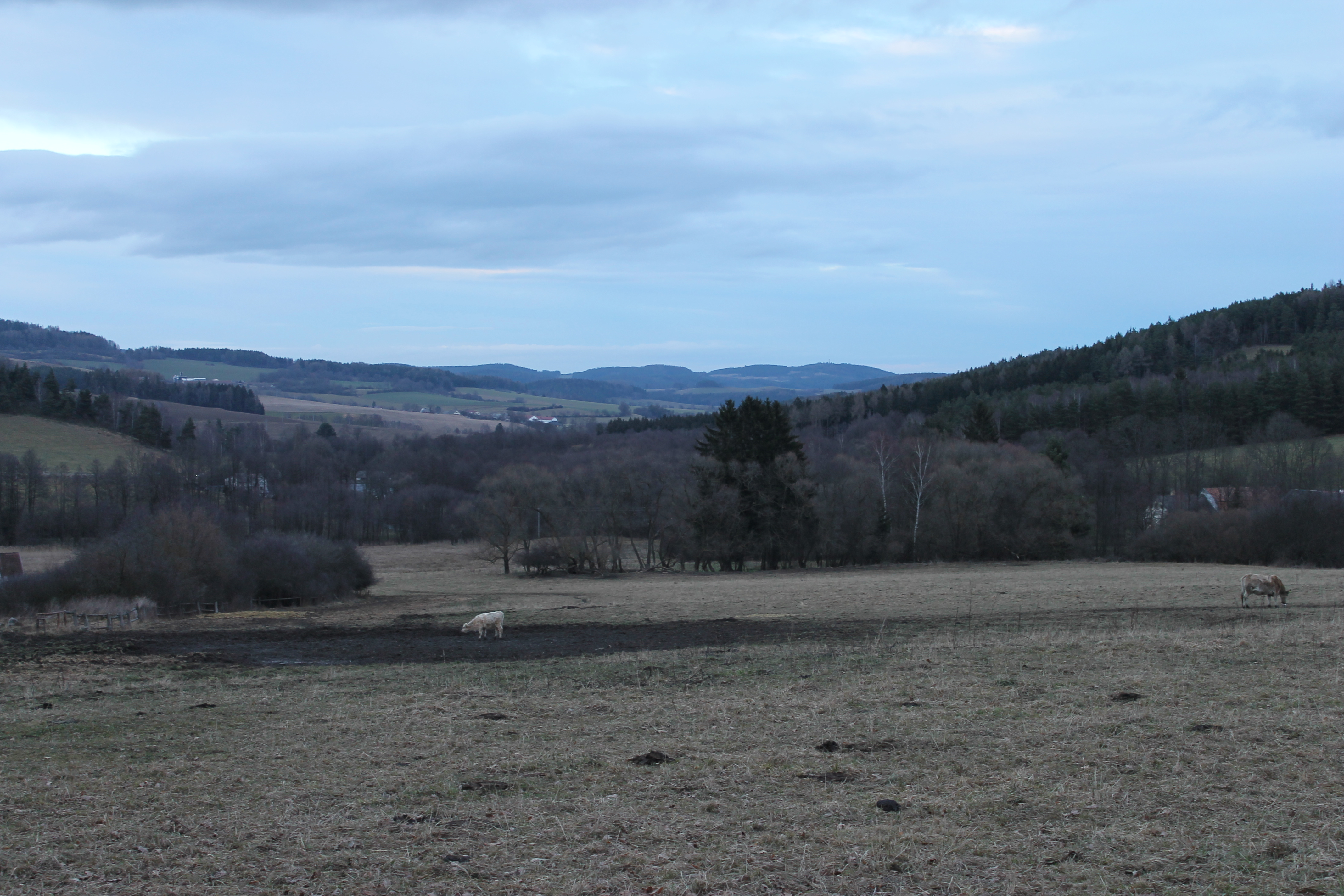
Údolí Peklova u Chvalšovic